# Lemniscata de Gerono

La lemniscata de Gerono

En geometria algebraica, la lemniscata de Gerono, és una corba algebraica plana de grau quatre i gènere zero amb la forma d'un símbol {\displaystyle \infty }, o de la xifra vuit. Té equació
{\displaystyle x^{4}-x^{2}+y^{2}=0.}
Va ser estudiada per Camille-Christophe Gerono.
Com que la corba és del gènere zero, pot ser parametrizada per funcions racionals; una manera de fer-ho és
{\displaystyle x={\frac {t^{2}-1}{t^{2}+1}},\ y={\frac {2t(t^{2}-1)}{(t^{2}+1)^{2}}}.}
A diferència de la Lemniscata de bernoulli o la lemniscata de Booth, el punt doble a l'origen de la lemniscata de Gerono no és un punt doble ordinari, en tenir una invariant de delta de dos. La corba dual (vegeu fórmula de Plücker), dibuixada a sota, té per això un caràcter una mica diferent. La seva equació és

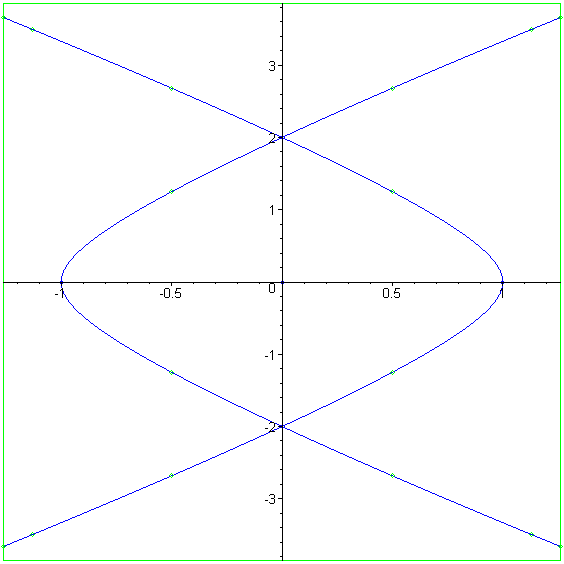
Dual a la lemniscata de Gerono

{\displaystyle (x^{2}-y^{2})^{3}+8y^{4}+20x^{2}y^{2}-x^{4}-16y^{2}=0.}